# Dan E. Weisburd
Daniel E. Weisburd (* 5. November 1933 in Minnesota, Vereinigte Staaten; † 4. November 2019 in Toluca Lake, Kalifornien) war ein US-amerikanischer Dokumentarfilmer und Allround-Filmemacher (Regisseur, Produzent, Drehbuchautor, Komponist).

## Leben
Dan E. Weisburd übersiedelte mit seinen Eltern und einem jüngeren Bruder Ende der 1940er Jahre nach Los Angeles. Dort besuchte er bis zu seinem Schulabschluss 1951 die Dorsey High. Anschließend studierte Weisburd an der UCLA und schloss das Studium 1955 mit einem Bachelor of Arts ab. Nach seinem Militärdienst bei der U.S. Air Force begann Dan Weisburd seine Karriere bei Film und Fernsehen. Trotz eines schmalen Outputs, das sein Wirken in vielen Belangen des Filmemachens unter Beweis stellt, konnte Weisburd 1969 sogar eine Oscar-Nominierung in der Kategorie Bester Kurzdokumentarfilm für seine Inszenierung A Way Out of the Wilderness in Empfang nehmen. In dieser halbstündigen Dokumentation zeichnete Weisburd die von der Plymouth State Home and Training School in Northville/Michigan unternommenen Aktivitäten nach, wie man geistig behinderte Kinder aus ihrer Isolation, hier „Wilderness“ (Wildnis) genannt, befreien und in das Leben der „Normalos“, der Allgemeinheit, integrieren kann. 
Die Inspiration zu diesem Thema erhielt Weisburd, weil bei seinem eigenen Sohn David Schizophrenie festgestellt wurde. Dieses Faktum führte auch dazu, dass der Filmemacher sich publizistisch intensiv mit Fragen geistiger und psychischer Erkrankungen auseinandersetzte und sich an die Spitze einer zu diesem Fragenkomplex gegründeten staatlichen „Task Force for the Seriously Mentally Ill“ setzte, aus der schließlich die Integrated Service Agencies in California hervorgingen. Eine weitere filmische Arbeit von Belang, die Weisburd produzierte, war die Dokureihe Another Kind of Valor, mit der die Herausforderungen dokumentiert werden sollten, denen sich Familien von Kriegsveteranen nach der Heimkehr des als Soldat dienenden Angehörigen auseinanderzusetzen haben.

## Filmografie
- 1960: Mördersaurier (Dinosaurus!) (Co-Drehbuch)
- 1965: Handle With Care (Kurzdokumentarfilm, Regie)
- 1967: Combat (TV-Serie, zu einer Folge)
- 1968: A Way Out of the Wilderness (Kurzdokumentarfilm; Regie, Drehbuch, Produktion)
- 1972: The Most Important Person (Kurzfilme; Regie, Drehbuch, Komposition)
- 1973: The Kingdom of Could bei You (Kurzfilme; Drehbuch, Komposition)
- 1976: Executive Suite (TV-Serie, Drehbuch zu einer Folge)
- 1978: Laverne & Shirley (TV-Serie, Drehbuch zu einer Folge)
- 1980: Today is for the Championship (Kurzdokumentarfilm; Regie, Produktion)